# Lago Černé
Lago Černé (en checo: Černé jezero; literalmente, Lago Negro) es un lago en el Bosque de Bohemia. Se trata del lago natural más grande y profundo en la República Checa.
Este lago triangular rodeado de bosques de abetos se encuentra a unos 6 km al noroeste de Železná Ruda bajo un acantilado de 300 metros de altura sobre el Jezerní hora (1.343 m). Es de origen glaciar, un producto del Último periodo glacial. El agua del lago es oligotrófica. Hay un flujo natural a través de Černý potok, una corriente corta, que es un afluente del río Úhlava.